# My Mamma Tour
Il My Mamma Tour è la quarta tournée del gruppo musicale italiano La Rappresentante di Lista realizzato per presentare il loro quarto album in studio My Mamma del 2021.

## Descrizione
La tournée è partita il 24 giugno 2021 ad Arezzo in occasione dell'annuale Arezzo Music Fest, proseguendo per tutta l'estate fino a conclusione della prima parte, avvenuta a Trento il 17 settembre dello stesso anno. Il tour è stato annunciato dal gruppo il 7 maggio 2021 e ha visto la partecipazione dell'intera band. Durante la tournée il gruppo ha presentato dal vivo la maggior parte dei brani dell'ultimo album oltre a una selezione di alcuni tratti dai precedenti dischi; a partire dal 9 luglio è stato aggiunto in scaletta il singolo Vita, pubblicato nel medesimo giorno. Il 30 settembre 2021 il gruppo ha tenuto un concerto speciale in live streaming presso il Teatro Gerolamo di Milano.
La seconda parte del tour, denominata MYM Ciao Ciao Edition, si è svolta nell'estate 2022 con prima tappa prevista a Segrate il 28 maggio, per poi passare nei locali al chiuso nel novembre 2022. Il 17 e il 31 luglio il gruppo ha tenuto due concerti speciali insieme all'orchestra Angelo Corelli presso Lugo e Cividale del Friuli; dalla prima di queste date è stato estratto l'album dal vivo Live with Orchestra del 2023.

## Date del tour

### TourMyMamma
| Data              | Città               | Luogo/Festival                                        | Note                                      |
| ----------------- | ------------------- | ----------------------------------------------------- | ----------------------------------------- |
| 24 giugno 2021    | Arezzo              | Anfiteatro romano – Arezzo Music Fest 2021            | sold out                                  |
| 26 giugno 2021    | Verona              | Teatro romano – Rassegna Rumors, Illazioni Vocali     | sold out                                  |
| 2 luglio 2021     | Ferrara             | Ferrara Sotto le Stelle                               | sold out                                  |
| 9 luglio 2021     | Gardone Riviera     | Anfiteatro del Vittoriale                             | sold out                                  |
| 14 luglio 2021    | Milano              | Carroponte                                            | sold out                                  |
| 15 luglio 2021    | Torino              | Flowers Festival                                      | sold out                                  |
| 17 luglio 2021    | Codroipo            | Villa Manin Estate 2021                               | sold out                                  |
| 22 luglio 2021    | Recanati            | Lunaria 2021                                          | sold out                                  |
| 10 agosto 2021    | Marina di Cerveteri | Etruria Eco Festival                                  | ingresso gratuito                         |
| 11 agosto 2021    | Pescara             | Stadio del Mare – We Love Fest Pescara Music Festival | ingresso gratuito                         |
| 13 agosto 2021    | Grottaglie          | Cinzella Festival                                     | sold out                                  |
| 20 agosto 2021    | Isola Maggiore      | Moon in June                                          | –                                         |
| 21 agosto 2021    | Arischia            | Aspettando la Perdonanza Celestiniana                 | –                                         |
| 22 agosto 2021    | Paestum             | Templi di Paestum – Maco Festival c/0 Clouds Arena    | –                                         |
| 27 agosto 2021    | Palermo             | Teatro di Verdura                                     | sold out                                  |
| 2 settembre 2021  | Livorno             | Terrazza Mascagni                                     | –                                         |
| 3 settembre 2021  | Galzignano Terme    | Anfiteatro del Venda – Musica tra le Nuvole           | –                                         |
| 4 settembre 2021  | Fano                | Arena BCC                                             | –                                         |
| 7 settembre 2021  | Roma                | Auditorium Parco della Musica                         | sold out                                  |
| 8 settembre 2021  | Firenze             | Anfiteatro delle Cascine – Ultravox                   | –                                         |
| 14 settembre 2021 | Bologna             | Arena Puccini                                         | sold out                                  |
| 15 settembre 2021 | Bologna             | Arena Puccini                                         | sold out                                  |
| 17 settembre 2021 | Trento              | Poplar Festival                                       | –                                         |
| 30 settembre 2021 | Milano              | Teatro Gerolamo                                       | concerto di beneficenza in live streaming |

### MyM ciao ciao Edition
| Data              | Città               | Luogo/Festival                       | Note                              |
| ----------------- | ------------------- | ------------------------------------ | --------------------------------- |
| 28 maggio 2022    | Segrate             | MI AMI Festival                      |                                   |
| 19 giugno 2022    | Ferrara             | Ferrara Sotto le Stelle              |                                   |
| 22 giugno 2022    | Lido di Camaiore    | La Prima Estate                      |                                   |
| 23 giugno 2022    | Roma                | Rock in Roma                         |                                   |
| 24 giugno 2022    | Fermo               | Villa Vitali                         |                                   |
| 2 luglio 2022     | Allein              | Musicastelle                         |                                   |
| 5 luglio 2022     | Arezzo              | Men/Go Fest                          |                                   |
| 6 luglio 2022     | Caorle              | Parco del Pescatore – Suonicaorle    |                                   |
| 9 luglio 2022     | Cremona             | Tanta Robba Festival                 |                                   |
| 10 luglio 2022    | Alba                | Collisioni Festival                  |                                   |
| 17 luglio 2022    | Lugo                | Ravenna Festival                     | con l'Orchestra Arcangelo Corelli |
| 18 luglio 2022    | Treviso             | Suoni di Marca                       |                                   |
| 29 luglio 2022    | Bergamo             | Piazzale degli Alpini                |                                   |
| 30 luglio 2022    | Passo del Tonale    | Lago Valbiolo – Water Music Festival |                                   |
| 31 luglio 2022    | Cividale del Friuli | Mittelfest                           | con l’Orchestra Arcangelo Corelli |
| 7 agosto 2022     | Zafferana Etnea     | Sottoilvulcano Festival              |                                   |
| 12 agosto 2022    | Bagheria            | Beat Full Extra                      |                                   |
| 20 agosto 2022    | Mola di Bari        | Locus Festival                       |                                   |
| 16 settembre 2022 | Genova              | Goa-Boa Festival                     |                                   |

### My Mamma Tour Club - La festa della fine del mondo

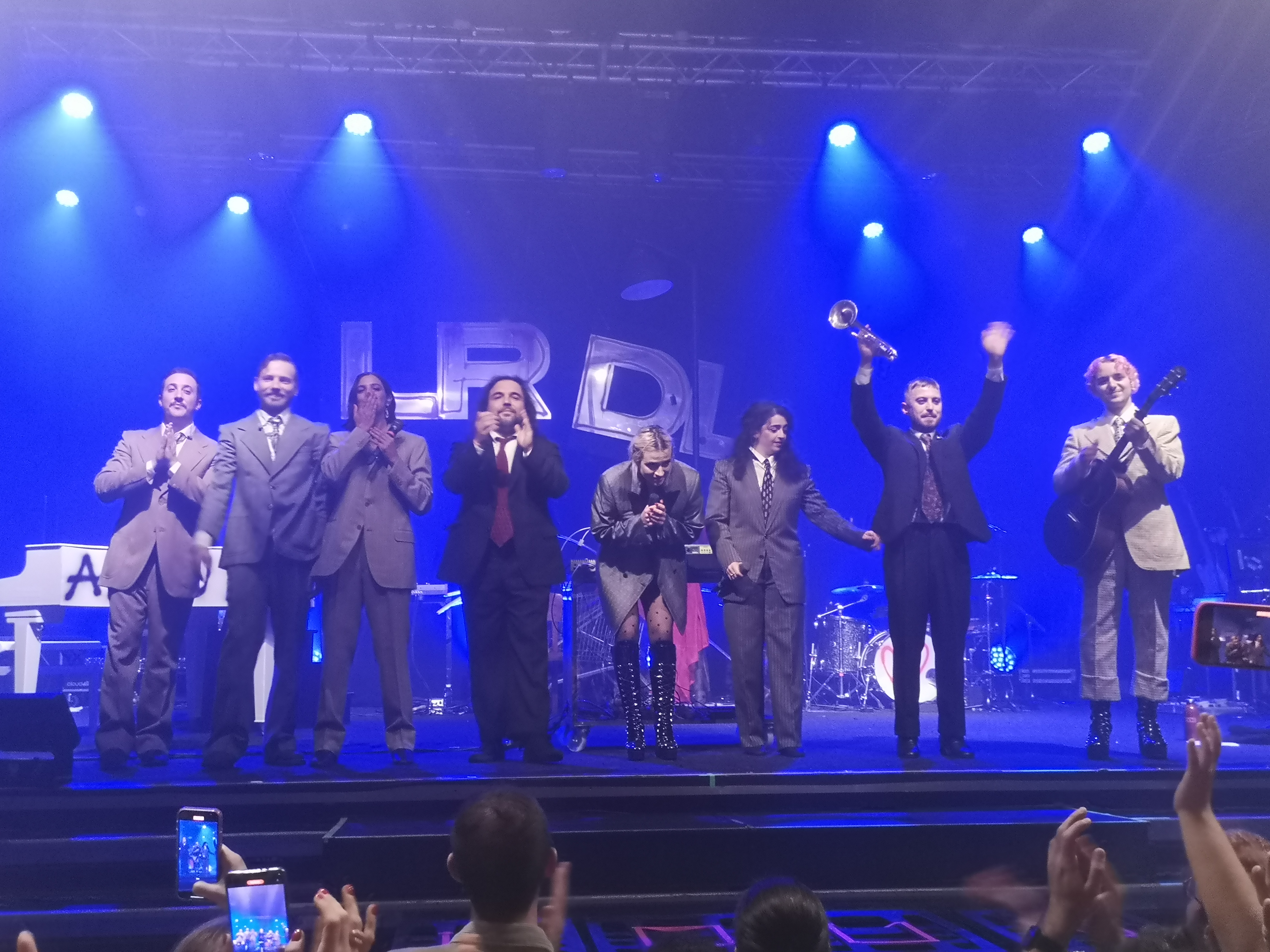
Il gruppo al termine del concerto di Nonatola

| Data             | Città         | Luogo/Festival         |
| ---------------- | ------------- | ---------------------- |
| 5 novembre 2022  | Nonantola     | Vox Club               |
| 9 novembre 2022  | Venaria Reale | Teatro della Concordia |
| 10 novembre 2022 | Padova        | Hall                   |
| 11 novembre 2022 | Bologna       | Estragon               |
| 16 novembre 2022 | Roma          | Orion                  |
| 21 novembre 2022 | Milano        | Fabrique               |
| 22 novembre 2022 | Firenze       | Tuscany Hall           |
| 23 novembre 2022 | Napoli        | Casa della Musica      |

### Concerti riprogrammati o cancellati
| Data              | Città         | Luogo/Festival                      | Riprogrammazione  | Motivo               |
| ----------------- | ------------- | ----------------------------------- | ----------------- | -------------------- |
| 3 luglio 2021     | Genova        | GOA-BOA Villa Serra Greenside!      | 16 settembre 2021 | /                    |
| 30 luglio 2021    | Firenze       | Anfiteatro delle Cascine - Ultravox | 8 settembre 2021  | /                    |
| 16 settembre 2021 | Genova        | GOA-BOA Villa Serra Greenside!      | cancellato        | /                    |
| 17 marzo 2022     | Roma          | Atlantico Live                      | 16 novembre 2022  | Pandemia di COVID-19 |
| 18 marzo 2022     | Napoli        | Casa della Musica                   | 23 novembre 2022  | Pandemia di COVID-19 |
| 22 marzo 2022     | Venaria Reale | Teatro della Concordia              | 9 novembre 2022   | Pandemia di COVID-19 |
| 23 marzo 2022     | Padova        | Hall                                | 10 novembre 2022  | Pandemia di COVID-19 |
| 29 marzo 2022     | Bologna       | Estragon                            | 11 novembre 2022  | Pandemia di COVID-19 |
| 30 marzo 2022     | Firenze       | Tuscany Hall                        | 22 novembre 2022  | Pandemia di COVID-19 |
| 5 aprile 2022     | Milano        | Fabrique                            | 21 novembre 2022  | Pandemia di COVID-19 |
| 1º luglio 2022    | Genova        | Goa-Boa Festival                    | 16 settembre 2022 | Questioni logistiche |
| 24 luglio 2022    | Feltre        | Piazza Maggiore – Feltre d'Estate   | cancellato        | Questioni logistiche |
| 11 settembre 2022 | Alghero       | Alghero Music Spotlight             | cancellato        | problemi tecnici     |

## Scalette
TourMyMamma
Questa scaletta è relativa alla data di Bologna del 15 settembre 2021, non a tutte le date del tour:
1. Preludio
2. Religiosamente
3. Lavinia
4. Sarà
5. Oh ma oh pa
6. Fragile
7. Giovane femmina
8. Ti amo (nanana)
9. Alibi
10. Maledetta tenerezza
11. Alieno
12. Invasione
13. V.G.G.G. (Very Good Glenn Gould)
14. Vita
15. Siamo ospiti
16. Guardateci tutti
17. Questo corpo
18. Resistere

Encore
1. Amare
2. Mai mamma

MyM ciao ciao Edition
1. La rappresentante di lista
2. Intro / Alieno
3. V.G.G.G. (Very Good Glenn Gould)
4. Ti amo (nanana)
5. Alibi
6. Gloria (con parte di Wrecking Ball di Miley Cyrus nel bridge)
7. Guardateci tutti
8. Giovane femmina
9. Fragile
10. Questo corpo
11. Amare
12. Diva
13. Maledetta tenerezza
14. Mai mamma (nuova versione)
15. Siamo ospiti (acustica)

Encore:
1. Resistere
2. Ciao ciao

My Mamma Tour Club - La festa della fine del mondo
1. Woow (nuova versione)
2. Religiosamente / Lavinia (nuova versione)
3. Sarà (acustica)
4. Guarda come sono diventata (nuova versione)
5. Questo corpo (nuova versione)
6. Resistere (nuova versione)
7. Amare
8. Diva
9. Oh ma oh pa
10. Fragile
11. Cosa farò (nuova versione)
12. V.G.G.G. (Very Good Glenn Gould)
13. Ciao ciao

Encore:
1. Alieno
2. Mai mamma (terza versione) / DJ Set
3. Un'isola (acustica)

## Formazione
- Veronica Lucchesi – voce, percussioni (Cosa farò?)
- Dario Mangiaracina – chitarra, tastiera e cori, basso, mandolino e sassofono (solo TourMyMamma), voce principale (Fragile e Cosa farò?)
- Marta Cannuscio – percussioni, cori, EWI (solo TourMyMamma), fisarmonica (Questo corpo, solo My Mamma Tour Club - La festa della fine del mondo)
- Enrico Lupi – sintetizzatore, tromba
- Erika Lucchesi – chitarra, sassofono, percussioni, cori
- Roberto Calabrese – batteria
- Roberto Cammarata – chitarra elettrica (tranne TourMyMamma)
- Carmelo Drago – basso (tranne TourMyMamma)